# Réserve forestière d'État de Mauna Loa
La réserve forestière d'État de Mauna Loa, en anglais Mauna Loa State Forest Reserve, est une réserve forestière d'État des États-Unis située à Hawaï, sur l'île d'Hawaï, sur le flanc Nord du Mauna Loa.